# Hassan Muath Fallatah
Hassan Muath Fallatah (27 de janeiro de 1986) é um futebolista profissional saudita que atua como defensor.

## Carreira
Hassan Muath Fallatah representou a Seleção Saudita de Futebol na Copa da Ásia de 2015.